# 2004년 9월
| 2004년: 1월 · 2월 · 3월 · 4월 · 5월 · 6월 · 7월 · 8월 · 9월 · 10월 · 11월 · 12월 |

| <          | 2004년 9월 | 2004년 9월  | 2004년 9월  | 2004년 9월 | 2004년 9월 | >          |
| 일         | 월         | 화          | 수          | 목         | 금         | 토         |
|            |            |             | 1 7.17 계미 | 2 18 갑신  | 3 19 을유  | 4 20 병술  |
| 5 21 정해  | 6 22 무자  | 7 23 기축   | 8 24 경인   | 9 25 신묘  | 10 26 임진 | 11 27 계사 |
| 12 28 갑오 | 13 29 을미 | 14 8.1 병신 | 15 2 정유   | 16 3 무술  | 17 4 기해  | 18 5 경자  |
| 19 6 신축  | 20 7 임인  | 21 8 계묘   | 22 9 갑진   | 23 10 을사 | 24 11 병오 | 25 12 정미 |
| 26 13 무신 | 27 14 기유 | 28 15 경술  | 29 16 신해  | 30 17 임자 |            |            |

| 편집하기 |

## 2004년9월 30일
- 2004년 이그 노벨상 시상식이 하버드 대학 샌더스 극장에서 열리다.

## 2004년9월 28일
- 아테네 패럴림픽이 현지시간 28일 밤에 폐막되다. 대한민국은 금메달 11개, 은메달 11개, 동메달 6개를 따내 종합 16위를 차지하다.

## 2004년9월 27일
- 크리스티나 김 선수가 LPGA 투어 롱스드럭스 챌린지 대회에서 생애 첫 우승을 차지하다.

## 2004년9월 26일
- 토니 블레어 영국 총리가 이라크의 불법 무기 프로그램에 대한 영국의 정보에 오류가 있었음을 인정하다.
- 한국 청소년축구대표팀이 아시아청소년축구대회에서 이라크 대표팀에 3:0으로 패하다.

## 2004년9월 25일
- 이부영 열린우리당 의장은 이명박 서울시장이 한나라당 당내 대권 경선운동을 벌이고 있다고 발언하다.
- 영화진흥위원회가 제77회 아카데미상 외국어영화상 부문에 《태극기 휘날리며》를 출품하기로 결정하다.
- 강의석군이 대광고등학교의 "예배권" 약속과 함께 단식을 중단하다.

## 2004년9월 24일
- 이명박 서울시장은 서울시가 행정수도 이전 반대 운동에 대해 예산을 지원할 것이라는 의사를 밝혔다.
- 감사원이 김선일 사건과 관련하여 정부의 협상 노력에 한계가 있었으며, 정부의 파병 입장 재천명이 불가피한 것이었다고 결론내리다.
- 최수헌 조선민주주의인민공화국 외무성 부상이 "미사일 발사 의심은 억측이다"라고 주장하다.

## 2004년9월 23일
- 김용갑 국회의원이 국회 본회의 5분발언 도중 졸도하다.
- 대한민국 국방부에서 조선민주주의인민공화국의 미사일 실험발사 징후를 포착하다.
- 성매매 특별법이 0시부터 시행되어 불법 성매매 업소들에 대한 한달간의 일제단속에 들어가다.
- 대구광역시 달성공원에서 농약성분이 담긴 요구르트를 마시고 노인 5명이 사망하거나 중태에 빠지다.

## 2004년9월 22일
- 이부영 열린우리당 의장은 "한나라당 내에서 박근혜와 이명박 간의 권력투쟁이 일어나고 있다"고 주장하다.
- 한나라당이 행정수도 이전 반대당론을 확정하려 했으나 내부 반발로 무산되다.
- 이라크 무장단체 타우히드 왈 지하드가 또 다른 미국인 인질을 참수하다.
- 자이툰 부대가 주둔지인 이라크 아르빌로의 이동을 끝마쳤다.
- 대한올림픽위원회는 2004년 아테네 올림픽 체조 개인종목에서 오심으로 인해 금메달을 놓친 양태영 선수에게 자체 제작한 금메달과 함께 금메달에 상응하는 격려금도 주었다.
- LG텔레콤과 한국대중음악비상대책협의회는 양해각서를 체결하고, MP3폰의 무료 MP3 파일 재생에 사용제한을 두지 않기로 합의했다.

## 2004년9월 21일
- 아테네 패럴림픽 탁구 남자단식 3등급 부문에서 김영건 선수가 금메달을 따냈다.
- 국가보안법 폐지 논쟁 : 이회창 전 한나라당 총재가 "국가보안법 사수를 위해 한나라당 전 의원이 사퇴도 불사해야 한다"고 말하다.
- 주한미군 용산기지 이전 협상에서 외교통상부가 노무현 대통령 및 국가안전보장회의 인사들을 반미주의자로 규정하고 협상에 개입할 수 없도록 했다고 민주노동당 노회찬 의원이 밝혔다.
- 노무현 대통령과 블라디미르 푸틴 러시아 대통령이 정상회담을 갖고 양국 관계를 "상호 신뢰하는 포괄적 동반자 관계"로 규정하는 공동선언문을 발표하다.
- 연쇄살인 혐의를 받고 있는 유영철이 법정에서 난동을 부렸으며 자신이 자백한 범죄들 중 일부는 경찰이 "아들을 보살펴 주겠다"는 대가를 제시하여 허위자백한 것이라고 밝혔다.
- 김선일을 살해했던 이라크 무장단체 "타우히드 왈 지하드"가 미국인 인질 유진 암스트롱을 참수하는 동영상이 공개되다.
- 이목희 열린우리당 의원이 취중에 "SBS는 탄압대상"이라는 발언을 했다고 알려져 논란이 있었다.
- 프로축구팀 전북 현대가 2004년 AFC 챔피언스리그 4강에 진출하다.

## 2004년9월 20일
- 열린우리당이 서울특별시에서 행정수도 이전 반대 데모를 지원했다는 주장을 제기해 이해찬 총리가 정밀조사를 지시했고 서울특별시측은 이를 부인하였으나, 열린우리당 측에서는 더 많은 증거를 내보이며 공세에 나서다.
- 국회 행정자치위원회가 친일진상규명특별법 개정안 관련 공청회를 열다.
- 국가보안법 폐지 논쟁 : 입장을 급선회한 박근혜 대표에 대하여 한나라당 내부의 보수중진들이 반발하여, 개인적 발언으로 당론을 혼란스럽게 했다고 비판하다.
- 노무현 대통령과 블라디미르 푸틴 러시아 대통령이 비공식 만찬을 가지다.
- 아테네 패럴림픽 여성 50m 소총 3자세 종목에서 허명숙 선수가 금메달을 따냈다. 같은 종목에서 김임연 선수도 은메달을 따냈다.
- 연쇄살인 혐의로 기소된 유영철이 쓴 참회의 편지가 공개되다.
- 16일 가출하여 행방불명되었던 강의석군이 경상남도 고성군에서 발견되다.
- 인도네시아 첫 직선제 대통령선거 결선투표가 실시되다.
- 영국 정부가 이라크에 주둔중인 영국군의 3분의 1을 감축할 것이라고 전해지다.
- 독일 브란덴부르크주와 작센주 지방선거에서 신나치주의를 표방한 극우정당이 36년 만에 의회에 진출하다.
- 연기자 송승헌이 귀국하여 경찰의 조사를 받다.

## 2004년9월 19일
- 국가보안법 폐지 논쟁 : 한나라당 박근혜 대표가 국가보안법 제 2조의 수정과 법 명칭의 변경에 동의할 수 있다고 밝혔다.
- 노무현 대통령이 카자흐스탄과 러시아 순방에 나서다.
- 장쩌민 중국 중앙군사위원회 주석이 사임 의사를 밝혔고, 후진타오 공산당 총서기 및 국가주석이 이 자리를 승계하다. 공산당 전체회의는 이를 승인하면서 폐막되다.
- 이란이 18일에 있었단 국제원자력기구 결의에 반발하며 유엔의 핵사찰도 거부할 것이라는 강경한 입장을 보였다.
- 병역비리에 연루된 또 다른 연예인 한재석과 장혁이 조사를 받고 혐의를 모두 시인하다.

## 2004년9월 18일
- 한국 정부가 '핵의 평화적 이용에 관한 4원칙'을 밝혔다.
- 고교등급제를 적용했다는 의심을 받고 있는 6개 사립대학 입학처장들이 모여 고교등급제를 시행한 적이 없다고 주장하다.
- 제 9회 부산국제영화제의 개막작인 영화 "2046"의 표가 4분 54초 만에 매진되다.
- 2004년 아테네 장애인 올림픽이 개막되다.
- 국제원자력기구에서 이란의 핵농축 프로그램을 중단하라고 촉구하는 결의안을 채택하다.

## 2004년9월 17일
- 량강도 폭발 사고 : 이봉조 통일부 차관은 조선민주주의인민공화국 주재 외교관들의 시찰 결과에 따라 량강도 김형직군의 대규모 폭발이 없었던 것으로 추정된다고 말하다.
- 국제원자력기구 회의에서는 한국의 미신고 핵관련 실험에 대한 처리방향을 11월께 결정짓기로 하다.
- 교육인적자원부에서 논란이 되고 있는 서울시내 사립대들의 비강남권 차별 의혹을 조사하기로 하다.
- 인천광역시 서부경찰서는 왕따를 당한 스트레스를 해소하기 위해 19차례나 불을 지른 중학교 2학년 학생 김 모군을 구속하다.
- 병역비리에 연루된 연예인 신승환가 조사를 받았으며 혐의를 모두 시인하다.
- 아테네 패럴림픽 (~9월 28일)
- 이라크 바그다드시 중심부에서 차량 자살폭탄테러가 발생해 최소한 13명이 숨지고 50여 명이 부상당하다.

## 2004년9월 16일
- 반기문 외교통상부 장관이 "국제원자력기구의 재사찰의 조사 결과가 한국의 우라늄 관련 실험과 핵무기 개발이 무관함을 알려줄 것"이라고 외교부 브리핑에서 말하다.
- 이헌재 경제부총리 겸 재정경제부 장관은 화폐단위 변경문제와 관련해 "구체적인 검토의 초기 단계"에 이르러 있다고 말했다. 이는 연초에 밝혔던 이 부총리의 기존 입장과 배치된다.
- 중국의 동북공정과 고구려사 왜곡 논쟁 : 고구려연구재단에서 주최한 "한국사 속의 고구려의 위상"을 주제로 한 학술회의가 개막되어, 중국 학자와 한국 학자들간에 논쟁이 벌어지다.
- 국가보안법 폐지 논쟁 : 서울 대한성공회 성당에서 '국보법 폐지를 촉구하는 원로들의 공동선언' 행사가 있었다. 또한 보수적 논객으로 알려졌던 소설가 이문열가 형법에 의해 보완된다면 국가보안법을 폐지하는 데 동의하라는 요지의 사설을 중앙일보에 기고했다.
- 중국 공산당 중앙위원회 16기 제4차 전체회의가 개막되다.
- 대광고등학교의 종교교육 강요에 반발하여 단식투쟁을 벌이던 강의석 군이 강제적인 단식중단과 병원후송에 반발하여 가출, 행방불명되다.
- 한국교육과정평가원에서 주최한 수학능력시험 모의고사가 치러지다.
- 병역비리에 연루된 연기자 송승헌이 "송구스럽고 죄송스럽다"고 입장을 표명하다.

## 2004년9월 15일
- 국가보안법 폐지 논쟁 : 국회의원 25명이 국회 본청 앞에서 기자회견을 갖고 "여야 의원 172명이 국가보안법 폐지에 합의하였다"고 발표하다.
- 조동만 전 한솔그룹 부회장으로부터 정치자금을 수수한 것으로 밝혀진 김한길 열린우리당 의원이 이를 시인했으며, 검찰측은 유종근 전 전라북도 도지사도 정치자금을 받은 정황을 포착했다고 밝혔다.
- 월성원자력 발전소에서 중수가 누출되어 작업자 10명이 방사능에 피폭당하는 사고가 발생하다.
- 폭력조직 "서방파"의 두목이었던 김태촌이 그의 재심에서 자신이 1986년에 일으킨 인천 뉴송도호텔 사장 황모씨 폭행사건은 당시 검사였던 박 모씨의 사주를 받아 행한 것이라고 주장했으나, 이미 공소시효가 지난 사건이라 재수사 가능성이 희박한데다 사실 여부도 알 수 없다.
- 량강도 폭발 사고 : 콜린 파월 미국 국무장관이 조선민주주의인민공화국측의 13일 해명에 대해 "우리가 본 것과 일치한다"고 밝혔다.
- 제 59회 유엔 총회가 개막되다. 이번 회기에서 안전보장이사회의 상임이사국을 늘리는 문제가 논의되었다.

## 2004년9월 14일
- 국가보안법 폐지 논쟁 : 여당인 열린우리당 천정배 원내대표가 양당 원내대표 회담을 제안하였으나 한나라당 김덕룡 원내대표는 "국가보안법 개정의사를 밝힌다면 받아들이겠다"며 사실상 거부하다.
- 량강도 폭발 사고 : 정동영 통일부 장관은 국회 통일외교통상위원회 전체회의에 참석하여, "북한에서 대규모 공사가 있을 때마다 사전보도해왔던 것과 달리 이번에는 사전보도가 없었다"며 "북한측 발표의 사실 여부를 면밀히 검토하겠다"고 밝혔다.
- 국제원자력기구는 18일께 추가 사찰단을 한국에 보낼 것이라고 밝혔다.
- 검찰은 조동만이 김중권 전 청와대 비서실장 등 여권 중진들에게 수억원의 정치자금을 건넨 정황을 포착했다고 밝혔다.
- 노무현 대통령이 고등학교 선배로부터 1백만 원을 수수한 사실이 드러난 김주수 농림부 차관의 사표를 수리하기로 했다고 청와대측이 발표했다.
- 미국의 학자 파노스 자보스 박사가 세계 최초로 사망한 사람의 세포를 이용한 배아복제에 성공하여 그 과학적 검증을 끝마치고 저명한 학술지에 연구 결과를 발표할 예정이었다는 소식이 전해졌다.
- 장정진이 이틀째 의식불명인 가운데 KBS는 예능 프로그램의 모든 음식 먹는 코너를 폐지하겠다고 발표하다.
- 김종학 프로덕션의 김종학 PD는 병역비리에 연루된 연예인 한재석을 드라마 "해신"에서 제외시키겠다고 발표하다. 또한 또 다른 연예인 송승헌에 대해서는 아직 공식적인 입장이 없다고 밝혔으나, 사실상 대체할 다른 연기자를 물색 중인 것으로 알려졌다.

## 2004년9월 13일
- 량강도 폭발 사고 : 백남순 조선민주주의인민공화국 외무상은 9월 9일 김형직군에서 있었던 괴폭발이 수력발전소를 건설하기 위해 산을 계획적으로 폭파시켜 발생한 것이라고 밝혔다.
- 모하메드 엘바라데이 국제원자력기구 사무총장이 한국의 우라늄 분리 실험과 관련히 심각한 우려를 표명하였으며, 한국 외무부측은 이것이 원칙수준의 표현일 뿐이라고 평하면서 확대해석을 경계하였다. 그러나 이와 더불어 엘바라데이 사무총장은 "1982년에 한국이 IAEA에 신고되지 않은 3개 시설 중 1개 시설에서 금속우라늄 150kg을 생산했다"는 새로운 사실을 밝힌 것으로 알려져 한국의 핵개발 논란이 지속되었다.
- 충청남도 예산군 봉산면 옥전리의 정신지체 보호시설 '성락원'에서 수용자 중 한 명이 흉기 난동을 부려 5명이 사망하고 5명이 부상당하였다. 용의자는 도주 4시간 만에 경찰에 붙잡히다.
- 조갑제 <월간조선> 대표가 9일과 11일에 '노무현 정권 전복론'을 주장하며 구체적인 투쟁지침까지 적은 글을 자신의 홈페이지에 게재한 사실이 언론 보도되자 열린우리당측은 "반공교주 조갑제는 영생교 교주와 닮았다"고 논평을 내다.
- 전국교직원노동조합 서울지부가 연세대학교의 1차 수시모집 전형 결과를 분석한 결과 연세대학교가 비강남권 학생들에 비해 강남권 학생들에게 최고 10% 이상의 가산점을 주고 있음이 확인되었다고 밝혔다. 이에 대해 연세대학교측은 자체개발한 방식으로 점수를 매겼을 뿐 가산점을 부여한 것은 아니라고 반박하다.
- 구속 수감된 김현철이 이에 항의하며 4끼째 단식투쟁을 벌이고 있는 것으로 알려지다.
- 국가보안법 폐지 논쟁 : 김수환 추기경이 국가보안법 폐지에 관해 국론분열을 걱정한다며 밀어붙이기식 개혁에는 반대한다는 입장을 밝혔으며, 조계종 총무원장인 법장 스님도 국민 대부분의 여론이 부정적이라면 좋은 것이라고 볼 수는 없다고 말하다.
- 유명 성우 장정진이 KBS2 "일요일은 101%"에 출연, 가래떡을 먹다가 기도가 막혀 의식불명 상태가 되다.

## 2004년9월 12일
- 김기덕 감독이 영화 "빈 집"으로 제 61회 베니스 국제영화제 감독상을 수상하였다. 최고상인 황금사자상은 "베라 드레이크"(Vera Drake), 심사위원대상은 "아웃 오브 시"(Out of Sea)에 돌아갔다. "빈 집"은 이외에도 이 영화제에서 세 개의 비공식상을 받았다.

## 2004년9월 11일
- 제주도에 기습적인 400mm의 폭우가 쏟아져 큰 피해를 입었다.
- 서울중앙지방검찰청 특수1부는 김현철을 조동만 전 한솔 부회장으로부터 불법 정치자금 20억원을 수수한 혐의로 구속수감하다.

## 2004년9월 10일
- 2004 광주비엔날레. (~11월 13일)
- 탈북자로 보이는 조선민주주의인민공화국 국민이 베이징 소재 한국 총영사관으로 진입하려던 와중에 피격당했다고 알려졌으나, 뒤에 총영사관측에서 "총격은 없었으며, 진입하려던 네 명 중 한 명은 진입에 성공하였다"라고 밝혔다. 부상을 입은 한 명은 중국 공안측에서 공포탄을 발사하자 흉기로 자해하여 중상을 입은 것으로 알려졌다.
- 대검찰청에서 조사를 받던 김현철이 자해였다.
- 김태동 금융통화위원이 MBC 라디오 "손석희의 시선집중"에 출연해 디노미네이션(화폐단위 변경)에 대하여 "순진한 생각이거나 다른 불순한 목표가 있을 것"이라는 발언을 하여 물의를 빚었다.

## 2004년9월 9일
- 국가보안법 폐지 논쟁: 한나라당 박근혜 대표가 정부와 여당에 국가보안법 폐지 철회를 요구한 반면, 노무현 대통령과 열린우리당 측은 국가보안법을 폐지하려는 입장에는 변함이 없다고 확인하다.
- 1400여 명의 국가 원로들이 모여 "자유와 민주주의 수호를 위한 시국선언"을 발표, 국가보안법 폐지 반대를 선언하다.
- 한국국학진흥원의 김순석 수석연구원은 18세기에 그려진 것으로 추정되는 도성팔도지도에 간도와 대마도가 조선 영토로 표기되어 있다고 밝혔다.
- 인도네시아 자카르타에 위치한 오스트레일리아 대사관 근처에서 폭탄 테러가 발생하였다. 이 테러로 적어도 8명이 사망하고 100여 명이 부상당했다. 인도네시아 경찰은 이 테러를 제마 이슬라미야라는 이슬람 단체가 저지른 것으로 추정된다고 밝혔다.
- 조선민주주의인민공화국의 량강도 김형직군에서 대규모 폭발이 있었다. 지난 룡천 열차폭발 사고보다 큰 피해가 난 것으로 추정되며, 인공위성에도 포착되었는데 수력 발전소 건설을 위한 폭파가 원자력 발전소 폭파로 잘못 포착되어서 언론에 보도되다.

## 2004년9월 8일
- 한국 국회의 행정자치위원회에서 친일진상규명특별법의 개정안을 상정하여 심의에 들어갔다. 이 상정안이 통과되기 바로 전에 행자위 소속 한나라당 의원들이 반발하여 집단 퇴장하였고, 이에 따라 열린우리당과 민주노동당 소속 의원들만이 투표하여 이 개정안을 상정하다.
- 대한민국 축구 대표팀이 FIFA 월드컵 예선에서 베트남 축구 대표팀과 맞붙어 2:1 역전승을 거두다.

## 2004년9월 6일
- 한국 정부가 중국과의 고구려사 문제와 관련하여 간도 영유권 문제를 제기하지 않겠다는 구두 약속을 했다고 정부 당국자가 밝혔다. (참고 : 간도 협약)
- 검찰은 김영삼 전 대통령의 차남 김현철이 조동만 전 한솔 부회장으로부터 20여억 원의 정치자금을 받았다는 진술을 확보하다.

## 2004년9월 5일
- 노무현 대통령이 MBC "시사매거진 2580" 프로그램에 출연하여 대담을 진행하던 도중 국가보안법을 폐지해야 한다는 발언을 하다.
- 야구선수와 연예인들에 대한 병역비리 수사가 시작되었다. 여기서 송승헌, 한재석, 장혁 등의 연예인이 연루되었으며, 한재석은 11월 15일, 송승헌과 장혁은 11월 16일 군에 입대했다.

## 2004년9월 3일
- 경기도 포천 육군 00부대에서 대전차화기 PZF-3 오발사고가 발생해 파편상을 입은 3명이 숨지고 11명이 중경상을 입었다.
- 러시아 북오세티야의 학교 인질극이 러시아 특수부대의 강경 진압으로 일단락되었으나, 많은 희생자를 낸 것으로 추측된다.

## 2004년9월 2일
- 2000년 1월-2월에 한국원자력연구소에서 동위원소 분리 레이저 연구장치를 이용한 우라늄 분리실험을 했으며, 이를 국제원자력기구에 알려 현재 사찰단의 조사를 받고 있다고 한국 정부가 2일 오후 발표. 실험을 통해 추출한 우라늄은 0.2g에 불과한 실험용 샘플 수준이라고 밝혔으나, 외국 언론과 미국, 일본 등은 이번 사건에 대해 여러 의혹이 제기되었다.
- 이영훈 서울대학교 경제학부 교수가 "100분 토론"에 참가하여 토론을 벌이던 중 "위안소 업소 주인의 자기 반성이 있어야 할 것"이라는 발언을 하였는데, 이것이 "위안부는 공창"이라는 발언으로 알려져 논란이 일었다.

## 2004년9월 1일
- 러시아 북오세티야공화국 베슬란 시의 한 학교에서 체첸 반군에 의한 인질 사태가 벌어지다. (~9월 3일까지) 인질 1000여 명 이상 사상.